# بيتي جين فريتز
بيتي جين فريتز (بالإنجليزية: Betty Jane Fritz)‏ هي لاعب كرة قاعدة أمريكية، ولدت في 14 أكتوبر 1924 في أوشكوش في الولايات المتحدة، وتوفيت في 11 أغسطس 1994 في سولون سبرينغز في الولايات المتحدة.